# Nomindra ormiston
Nomindra ormiston là một loài nhện trong họ Gnaphosidae.
Loài này thuộc chi Nomindra. Nomindra ormiston được Norman I. Platnick & Barbara Baehr miêu tả năm 2006.